# Сънджерейски район
Сънджерейски район е един от 32-та района на Молдова. Площта му е 1033 квадратни километра, а населението – 79 814 души (по преброяване от май 2014 г.). Намира се в часова зона UTC+2. Пощенският му код е 262, а МПС кодът SG.